# Arne Fjellberg
Arne Fjellberg, född 7 april 1946, är en norsk entomolog och filosofie doktor. Han har arbetat med systematik, biogeografi och ekologi i arktis, särskilt för leddjursgruppen hoppstjärtar, och anses vara specialist på holarktis hoppstjärtar.
Fjellberg anställdes 1982 vid Universitetet i Tromsø som ansvarig för Tromsø Museums samling med insekter, en position han innehade fram till 1991. Senare flyttade han till Tjøme i Vestfold där han fortsatte sitt arbete med hoppstjärtar. Detta har resulterat i ett stort antal vetenskapliga publikationer och han har beskrivit ett flertal arter.

## Publikationer (urval)
- 1985, Best. tabeller til norske biller som ikke er nevnt i «Danmarks Fauna». Familiene Elateridae, Eucnemidae, Chryptophagidae, Lathridiidae, Cisidae og Chrysomelidae. Norske Insekttabeller Nr. 7
- 1988, The systematics and distribution of Collembola in the northern region. (doktorsavhandling)